# Cristina av Capua
Cristina av Capua, var en ungersk drottning, gift med kung Stefan II av Ungern. Hon var dotter till furst Robert I av Capua. Äktenskapet ägde rum efter att Ungerns baroner hade pressat Stefan att gifta sig. 